# Мансехра
Мансехра (урду مانسہرہ) — пакистанське місто в провінції Хайбер-Пахтунхва та адміністративний центр округу Мансехра. Це 71-е за чисельністю населення місто в Пакистані та 7-е за величиною місто в провінції.
Назва міста походить від імені його засновника, Махана Сінгха, який був адміністратором у сикхській армії за часів правління Ранджита Сінґха. У місті знаходиться храм Мансехра Шиви, який відомий своїм щорічним фестивалем Маха-Шиваратрі.

## Історія

### Античний період

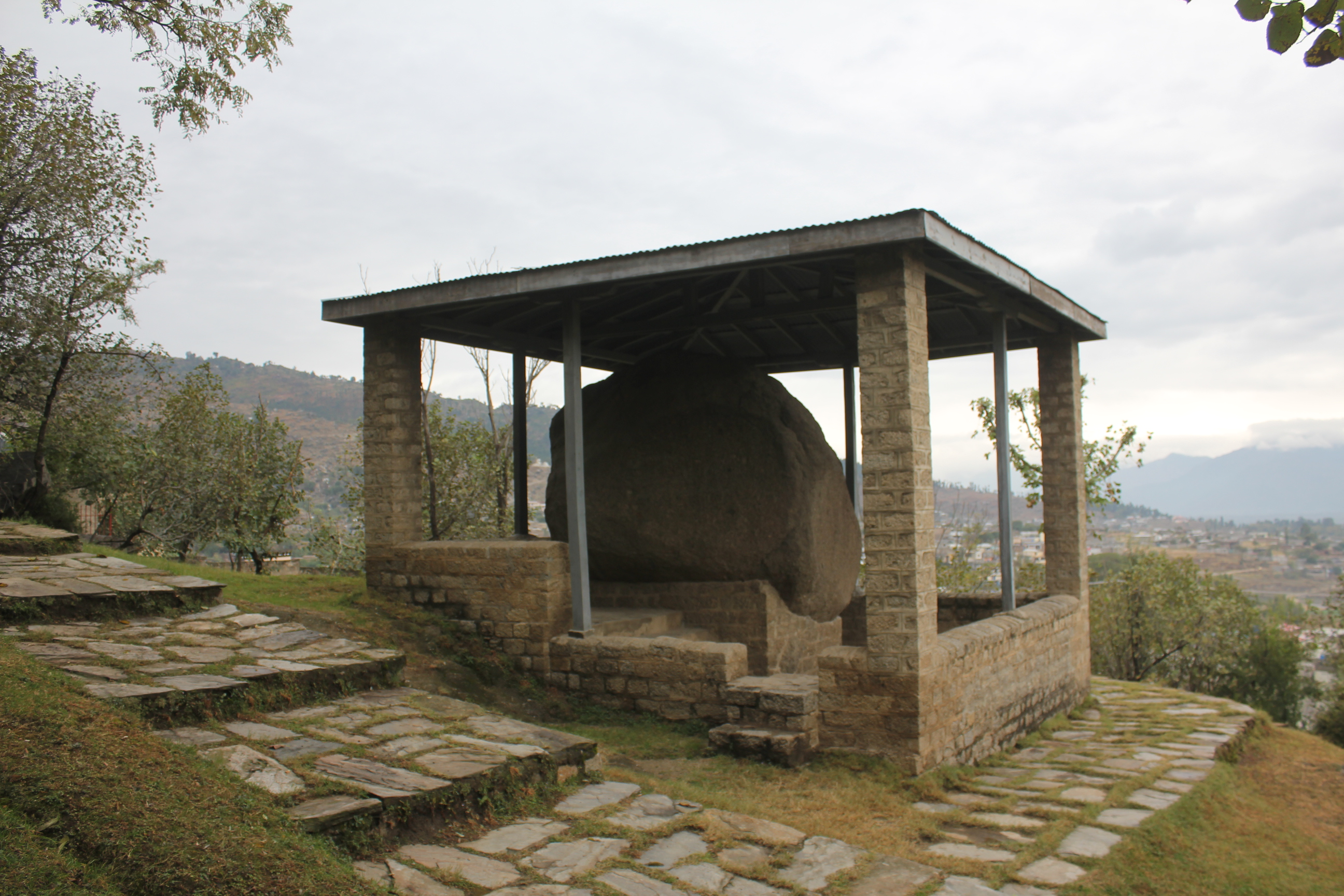
Укази Ашоки: основні скельні едикти з 1 по 14.

З приходом до влади Чандраґупти Маур'ї регіон перейшов під повний контроль Імперії Маур'їв. Ашока керував цим регіоном як принц на імператорському троні близько 272 р. до н. е. Він зробив його одним з головних місць свого правління. Едикти Ашоки, викарбувані на трьох великих валунах поблизу Мансехри, містять чотирнадцять указів Ашоки, що представляють різні аспекти імператорської дхарми або праведного закону. Це одні з найдавніших свідчень розшифрованого письма на субконтиненті, датовані серединою ІІІ ст. до н. е. і написані справа наліво письмом харошті.
Регіон недовго і номінально контролювався багатьма іноземними правителями, в тому числі індо-парфянами, індо-скіфами та кушанами, які просували дхармічні релігії по всій Центральній та Південній Азії. Найбільшого розквіту регіон досяг за часів буддійського правителя Канішки I.
У цей період тут процвітало буддійське мистецтво та архітектура.

### Середньовічний період (500-1190-ті рр. н.е.)
Після занепаду імперії Гуптів в регіоні почали правити індуїстські шахи. Індуїстські шахи збудували дві масивні фортеці на північних краях регіону. Пізніше форти були перейменовані на «Кафіркоти» (фортеці невірних). Ці форти індуїстських шахів відомі своїми високими вежами та крутими оборонними стінами. Індуїсти також побудували багато індуїстських храмів у цій місцевості, однак, більшість з них зараз лежать у руїнах. Індуїстські шахи залишали контроль цієї території до їхньої поразки від Газневідів у 1001 році.

### Сучасний період (1190-2000-ті роки н.е.)
Султанат Пахлі (1190—1399):
Цю територію завоював султан Пахал Сваті у 1190 році, який встановив своє правління, вигнавши правителів Бамбаса і Гакара, що правили в цій місцевості. Регіон залишався частиною Султанату Сват, також відомого як Султанат Пахлі, до 1399 року.
Пахлі Саркар (1399—1703):
Тимуриди напали на цей бік султанату Сват у 1370 році і заснували тут регіон Саркар. Тимуриди віддали Саркар своїм підконтрольним племенам під назвою турки-хазари або турки-карлуки, на честь яких і походить назва Хазарського округу. Вони правили до 1703 року. Останнім правителем був султан Мехмуд Хурд. У документах Великих Моголів цей султанат називається Пахлі Саркар, оскільки ця територія була відібрана у султана Пахала Сваті, тому назву продовжували використовувати турки.

2-е вторгнення Сваті у 1703 році:
Султанат Сват припинив своє існування у 1519 році після поразки від Юсафзайса. Племена Сваті знову шукали територію для мирного життя. У 1703 році сваті під проводом Саїда Джалал Баби завоювали Пахлі і витіснили турків. Саадат Хан Сваті був обраний вождем племені Сваті, і весь Пахлі був порівну поділений між 3 кланами Сваті. У той час Пахлі включала в себе всі райони сучасного округу Мансехра і округу Баттаграм.
Держава Пахлі (1768—1818):
Ахмад Шах Дуррані вторгся в регіон разом з Тимур-Шахом Дуррані. За правління Дуррані вождь племені Сваті Саадаат Хан Сваті був обраний першим вождем Пахлі. Правління Дуррані було перервано нападом імперії Маратха під проводом Раґханатха Рао, який вигнав афганців. Після Третьої битви при Паніпаті Ахмад Шах Дуррані переміг маратхів і відвоював Лахор, сили сикхів зайняли регіон після того, як Дуррані відступив. Війська Дуррані вторгалися ще двічі, але сикхи знову відвойовували регіон після обох вторгнень.
Правління сикхів (1818—1831)
Падіння правління Дуррані відкрило шлях до влади сикхам під проводом Ранджита Сінґха. Сикхи отримали контроль над територією у 1818 році, перемігши Хабібуллу Хана Сваті I, який був другим і останнім правителем держави Пахлі. Місто Пахлі, яке зараз називається Мансехра, було засноване сикхським володарем Маханом Сінгхом Мірпурі. Проти сикхського правління відбувалися народні повстання, але вони зазнавали поразки, і сикхи залишалися при владі до 1849 року, коли територія перейшла під правління Великобританії.

#### Британський період
До 1849 року британці встановили контроль над усією Мансехрою. Щоб зберегти мир у регіоні, британці вживали превентивних заходів, кооптуючи місцевих вождів.
Хан Джумма Хан Джехангірі Сваті був ханом міста Мансехра за часів британського правління. Атта Мухаммад Хан Сваті був вождем долини Агрор, Лал Хан Сархелі Сваті був вождем Балакоту, спадковий вождь племені Сваті Самундар Хан був ханом Гархі Хабібулли і долини Конш.
Британці розділили регіон Хазара на три техсіли (адміністративні одиниці): Мансехра, Абботтабад і Харіпур. У 1901 році, коли британці утворили буферну провінцію Північно-Західну прикордонну провінцію (North West Frontier Province), Хазара була приєднана до неї.
За часів британського панування Мансехра була невеликим містечком. Його населення за переписом 1901 року становило 5 087 осіб. У британський період Мансехра стала центром техсілю Мансехра.
У 1976 році техсіл Мансехра було перетворено на округ, і Мансехра стала його центром.

## Адміністративний устрій
Місто Мансехра є адміністративною столицею округу та техсілю Мансехра. Місто Мансехра адміністративно поділяється на чотири союзні ради: Міські райони Мансехра № 1-4 та Мансехра (сільська)/передмістя. Кожна рада поділяється на махалли.

## Культура
Під час фестивалю Дурґа-Пуджа, що проводиться в перший місяць індуїстського календаря і сьомий місяць календаря Нанакшахі, місцеві індуїсти зібраються на пагорбі Барері, щоб поклонитися Деві (Дурґа). Підношення приймає брахман з Мансехри. Кожного разу зібрання триває лише один день. Це стародавнє місце, оскільки біля підніжжя пагорба Барері знаходяться валуни, на яких написано Укази Ашоки.

## Галерея

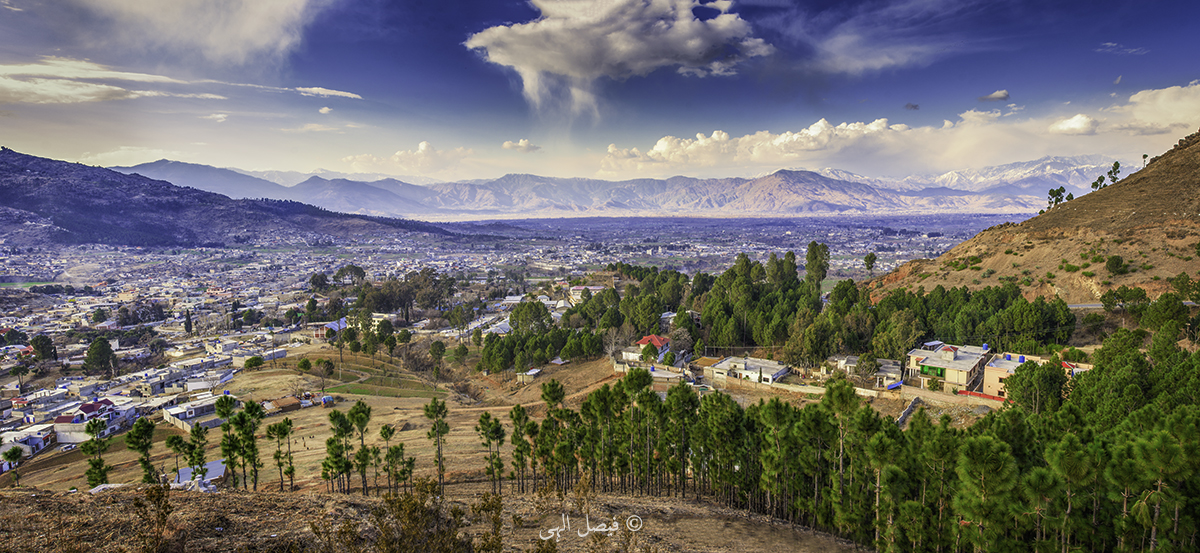
Північна частина міста Мансехра
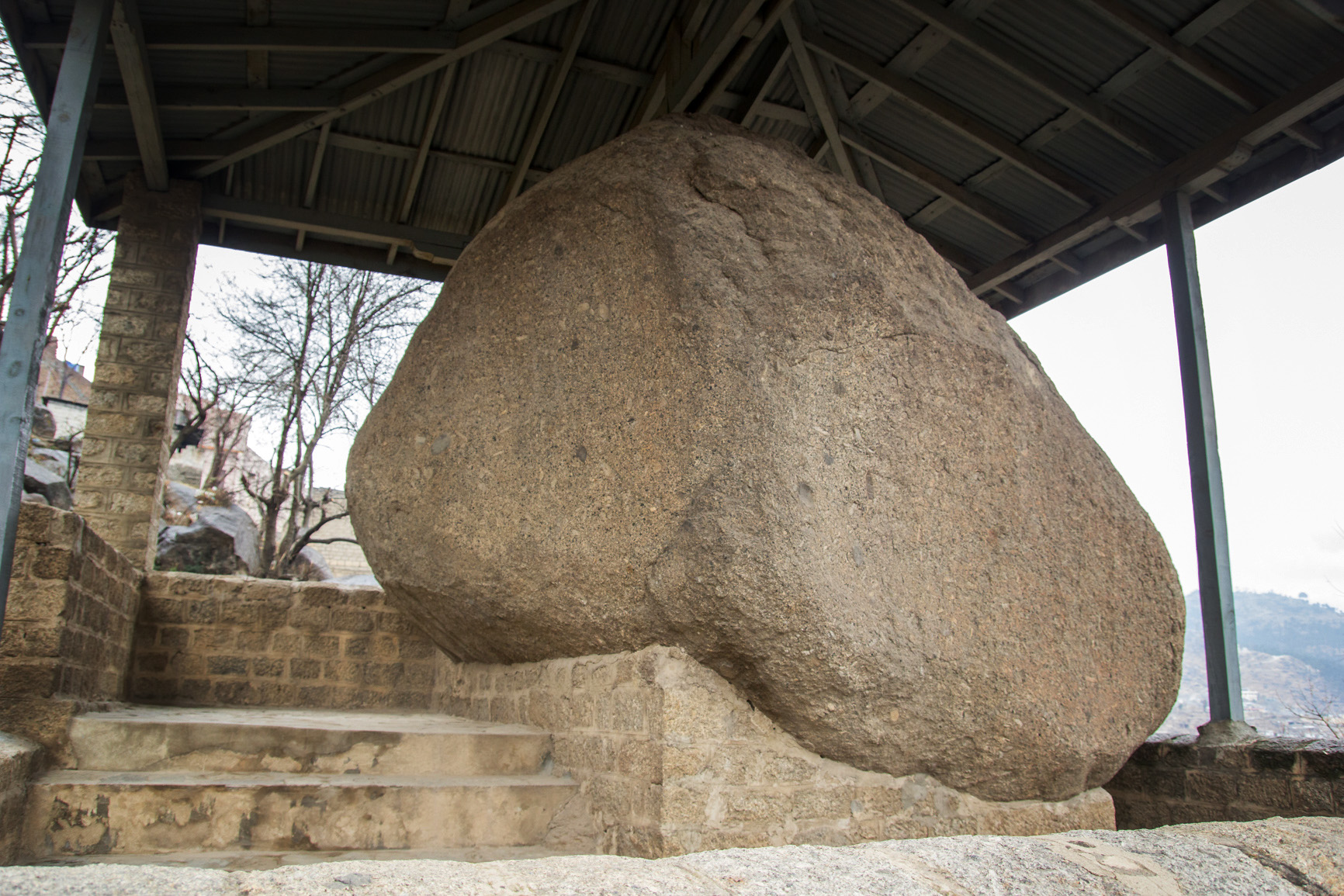
Гігантська скеля царя Ашоки.
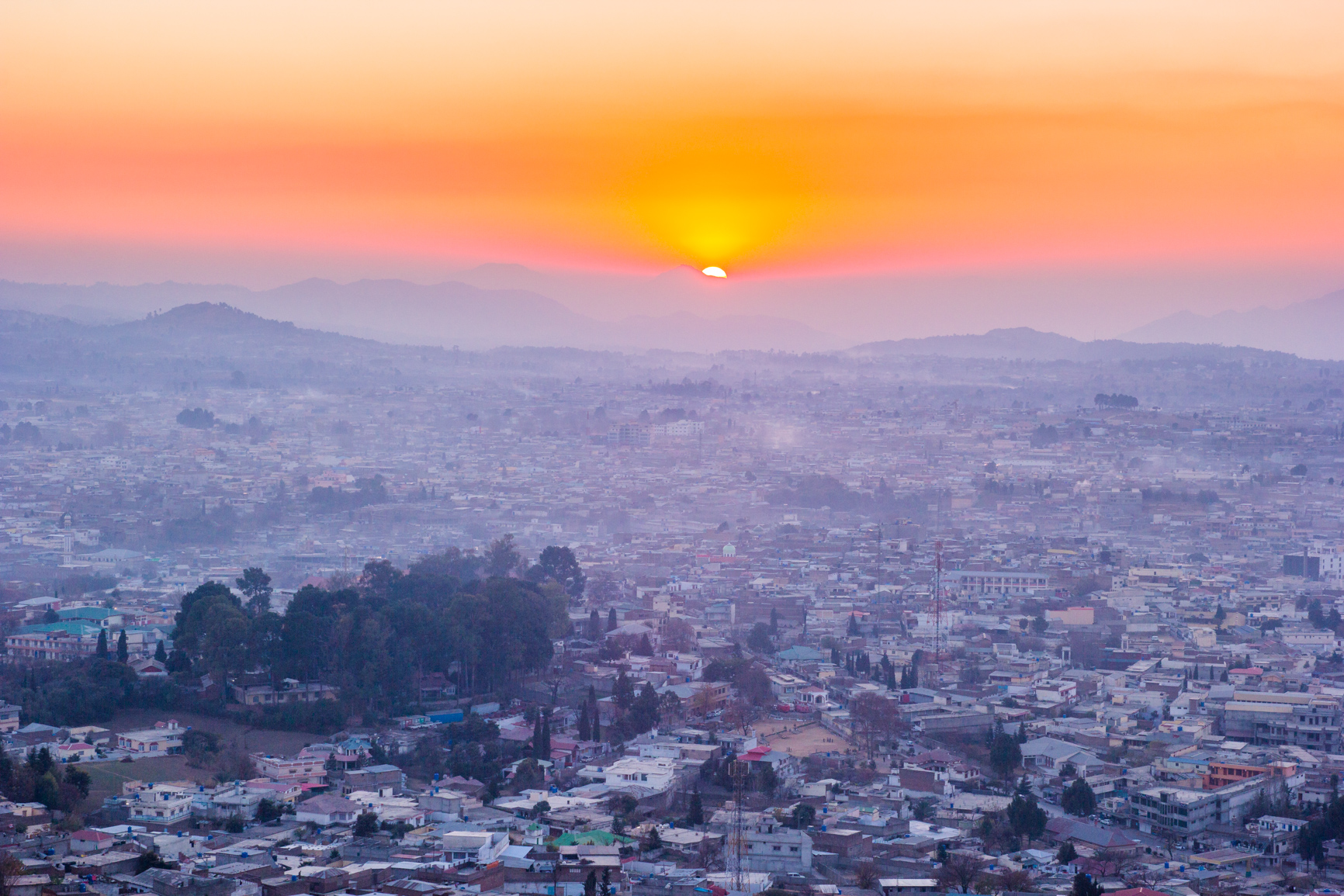
Захід сонця в місті Мансехра

## Хани Мансехри
Далі йдуть хани, також відомі як набоби Мансехри (лише місто):
| Немає | Хан                                        | Правління          | Примітки |
| ----- | ------------------------------------------ | ------------------ | --- |
| 1     | Хан Сардар Хан Джахангірі Сваті            | 1703-1751 роки     | Хан-Е-Авал Мансехра одразу після завоювання Пахлі                                                                              |
| 2     | Хан Суддам Хан Джахангірі                  | 1751-1795 (помер)  | 2-й хан Мансехра, син Сардар-хана                                                                                              |
| 3     | Хан Заман Хан Джахангірі                   | 1795- 1881 (помер) | 3-й хан Мансехра, відомий опором правлінню сикхів, син Суддам-хана                                                             |
| 4     | Хан Джума Хан Джахангірі                   | 1881-1910          | Син Заман-хана, британці ліквідували його ханство                                                                              |
| 5     | Хан Мухаммад Хусейн Хан Ханхель            | 1910-25            | Призначений британцями, він був спадковим ханом Сума                                                                           |
| 6     | Хан Бахадур Раджа Алі Гохар Хан Джахангірі | 1925-1948          | Відновлене ханство, MLA, губернатор Шрінагар, міністр сільського господарства Кашміру (князівська держава), хан Бахадур, раджа |
| 7     | Хан Тарік Хан Джахангірі                   | 1948-потепер       | Міністр 3 рази обраний MPA Мансехра                                                                                            |

Хан Мухаммад Тарік Хан Сваті був депутатом парламенту Мансехра з 1990 по 2002 рік і міністром Хайбер-Пахтунхви. Хан Алі Гохар Хан був міністром сільського господарства Кашміру до поділу, заступником комісара та виконуючим обов'язки губернатора Срінагара. Він був удостоєний титулу «Хан Бахадур» від британського віце-короля та титулу «Раджа» від махараджи Харі Сінґха з Кашміру. MPA Мансехри, Бабар Салім Сваті також належить до тієї ж родини. Він є правнуком 4-го хана Мансехра, Джумма Хана. Хуррам Хан, відомий політик Мансехри, також належить до тієї ж родини і є правнуком 3-го «хана Мансехри», Заман Хана. Заман Хан Джехангірі був добре відомий своїм опором армії Ранджита Сінґха у Хазарі.